# Louis Vuitton Cup

Louis Vuitton Cup 2013 Logo

Der Louis Vuitton Cup ist seit 1983 die Qualifikationsveranstaltung der Herausfordererteams für den America’s Cup, einer prestigeträchtigen internationalen Segelregattaveranstaltung, die seit 1851 durchgeführt wird. Der Louis Vuitton Cup 2024 wurde vom 29. August bis zum 7. Oktober im Mittelmeer vor Barcelona ausgetragen. Im Finale segelten ab dem 26. September die Teams Luna Rossa (Italien) und Ineos Britannia (Großbritannien). Ineos Britannia siegte mit 7:4 Rennen.
Der Sponsor, die Modemarke Louis Vuitton, war von 1983 bis 2007 der Namensgeber der Qualifikations-Regatta. 2007 stellte Louis Vuitton das Sponsoring-Engagement wegen Unstimmigkeiten vorübergehend ein. Im Hinblick auf den 34. America’s Cup in San Francisco im September 2013 kündigte Louis Vuitton im November 2010 an, die Sponsoring-Tätigkeiten um den Louis Vuitton Cup als offizielle Qualifikationsregatta wieder aufzunehmen.

## Geschichte
Bis zum Jahr 1970 forderten nur britische Teams die US-amerikanischen Segler zur Verteidigung des America’s Cup heraus. Im Jahr 1983 bot der Sponsor „Louis Vuitton“ erstmals an, die internationalen Herausforderer des America’s Cup desselben Jahres in einer Ausscheidungsregatta zu versammeln und den Sieger mit dem Pokal „Louis Vuitton Cup“ zu belohnen. Der Cup basierte auf einer Idee des französischen Seglers Bruno Troublé.
Da der America’s Cup im eigentlichen Sinne nur die Wettfahrt des Herausforderers gegen den Titelverteidiger ist, wird im Rahmen der Qualifikation aus der Reihe der Bewerber der eigentliche Herausforderer ermittelt. Da es sich beim America’s Cup um eine Match-Race-Veranstaltung handelt, finden beim Louis Vuitton Cup drei Serien „Jeder gegen Jeden“ (Round Robin) – die sogenannten Acts – statt, die unterschiedlich gewichtet werden. Der Punktbeste ist dann der aktuelle Herausforderer.
Der erste „Louis Vuitton Cup“ wurde 1983 durchgeführt. Die australische Yacht Australia II gewann den Cup und damit das Recht gegen den US-amerikanischen Verteidiger (defender) vom New York Yacht Club, die Liberty, um den America’s Cup zu kämpfen. Auch hier gewann Australia II und konnte zum ersten Mal den America’s Cup Pokal als nichtamerikanische Yacht gewinnen.

## Gewinner der Louis Vuitton Cup ab 1983

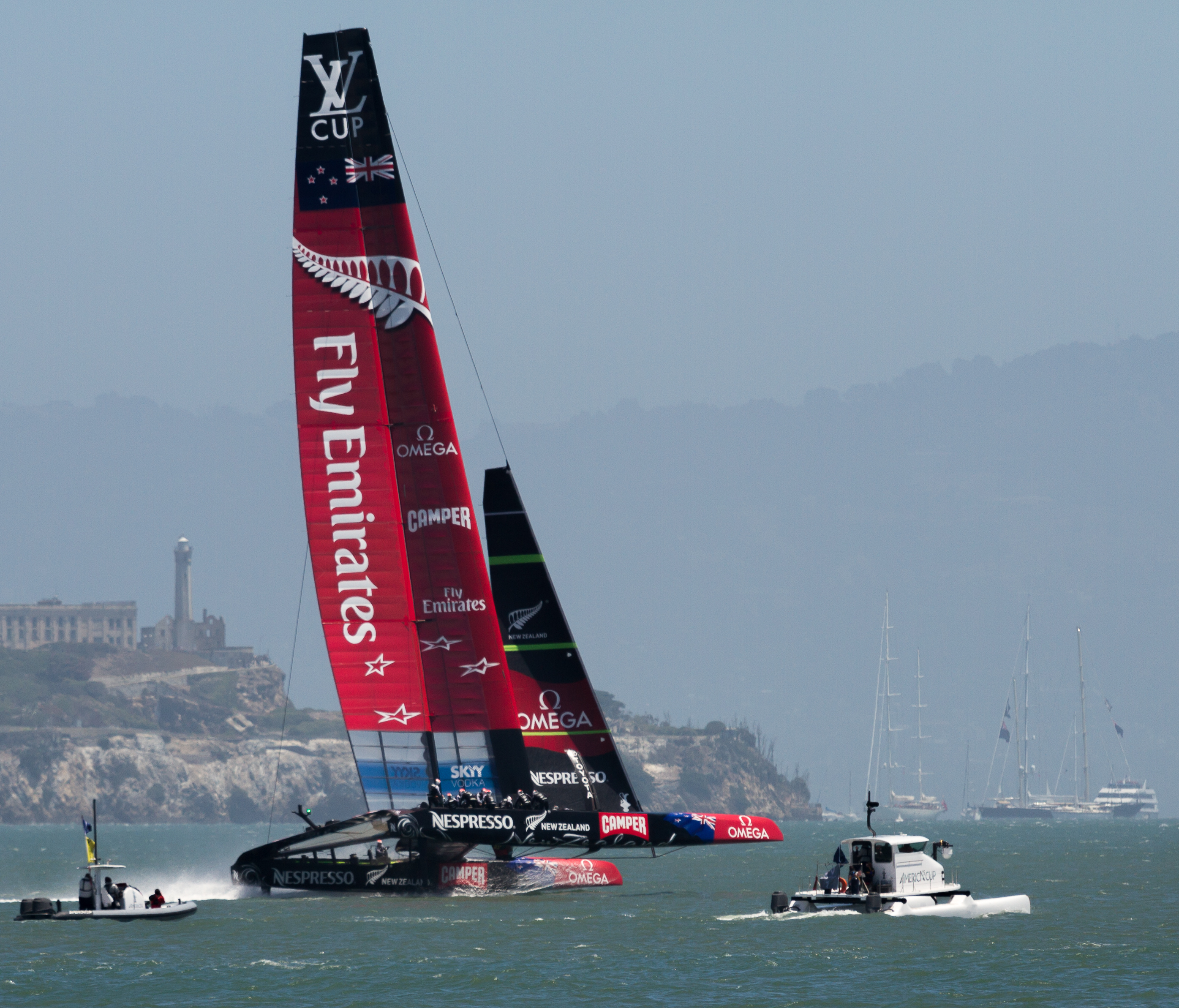
Gewinner 2013: Emirates Team New Zealand

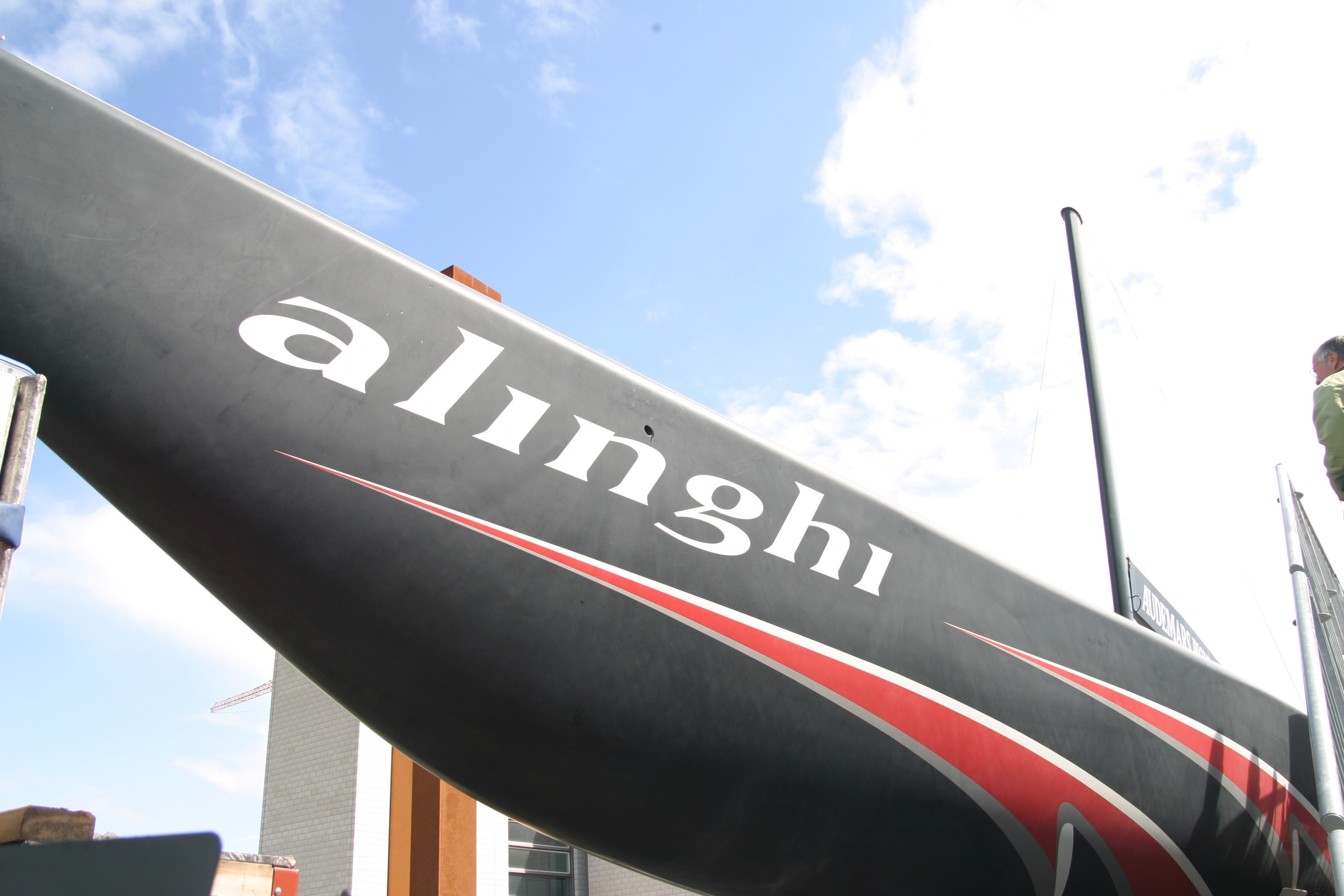
Gewinner 2003 und späterer Sieger des America’s Cup

| Jahr | Sieger                                            | Sieger                                            | Sieger                                            | Veranstaltungsort                                 |
| ---- | ------------------------------------------------- | ------------------------------------------------- | ------------------------------------------------- | ------------------------------------------------- |
| 2024 | INEOS Britannia                                   | Royal Yacht Squadron                              | Vereinigtes Königreich                            | Barcelona, Spanien                                |
| 2021 | anderer Sponsor (Prada)                           | anderer Sponsor (Prada)                           | anderer Sponsor (Prada)                           | anderer Sponsor (Prada)                           |
| 2017 | Emirates Team New Zealand                         | Royal New Zealand Yacht Squadron                  | Neuseeland                                        | Großer Sund, Bermuda                              |
| 2013 | Emirates Team New Zealand                         | Royal New Zealand Yacht Squadron                  | Neuseeland                                        | San Francisco, USA                                |
| 2010 | kein Louis Vuitton Cup, Rückzug des Sponsors      | kein Louis Vuitton Cup, Rückzug des Sponsors      | kein Louis Vuitton Cup, Rückzug des Sponsors      | kein Louis Vuitton Cup, Rückzug des Sponsors      |
| 2007 | Emirates Team New Zealand                         | Royal New Zealand Yacht Squadron                  | Neuseeland                                        | Valencia, Spanien                                 |
| 2003 | Alinghi                                           | Société Nautique de Genève                        | Schweiz                                           | Auckland, Neuseeland                              |
| 2000 | Luna Rossa                                        | Yacht Club Punta                                  | Italien                                           | Auckland, Neuseeland                              |
| 1995 | Black Magic                                       | Royal New Zealand Yacht Squadron                  | Neuseeland                                        | San Diego, USA                                    |
| 1992 | Il Moro di Venezia                                | Compagnia della Vela                              | Italien                                           | San Diego, USA                                    |
| 1988 | nur ein Herausforderer (NZL), daher keine Regatta | nur ein Herausforderer (NZL), daher keine Regatta | nur ein Herausforderer (NZL), daher keine Regatta | nur ein Herausforderer (NZL), daher keine Regatta |
| 1987 | Stars and Stripes '87                             | San Diego Yacht Club                              | Vereinigte Staaten                                | Fremantle, Australien                             |
| 1983 | Australia II                                      | Royal Perth Yacht Club                            | Australien                                        | Newport, USA                                      |

Siehe auch
- 1992 Louis Vuitton Cup
- 1995 Louis Vuitton Cup
- 2000 Louis Vuitton Cup

## Situation nach 2004
Wegen der hohen Anzahl der Herausforderer wurde die Regattaorganisation nach dem 31. America’s Cup geändert. Man führte den „Louis Vuitton Cup“ jetzt in zwei Phasen durch:
- erste Phase: Round Robin Runde mit Punktvergabe
- zweite Phase: Halbfinale mit den ersten vier Teams, gefolgt von einem Finale zwischen den beiden besten Teams

Seit 2004 besteht der „Louis Vuitton Cup“ aus 13 „Acts of competition“, kurz „Acts“ genannt. Die ersten drei Acts zählten nicht für das Punktekonto der Rangliste. Einige Teams steigen nicht beim Start der Acts in die Ausscheidungsregatten ein. Die Regeln der Rennen von 2005 bis 2007 schreiben vor, dass die erreichten Ranglistenpunkte in jedem Act steigen, je näher man zum Finale kommt. Bei den Acts im Jahr 2005 wurden die Standardpunkte vergeben. Bei 11 Teilnehmern sind das für einen Sieg am Ende 11 Punkte und für die platzierten Teams entsprechend ihrem Rang weniger Punkte. In den Acts des Jahres 2006 gab es die doppelte Punktzahl: 22 Rangpunkte für den Sieger und entsprechende Punkte für die Platzierten. In den Acts des Jahres 2007 vergab man die dreifache Punktzahl: 33 Rangpunkte für den Sieger.
Aufgrund der hohen Anzahl der Wettfahrten und der scharfen Konkurrenz war während der letzten Austragung der Gewinn des Herausfordererpokals weitaus schwieriger als der eigentliche America’s Cup. Während es in der Herausfordererserie eine Reihe sehr knapper Wettfahrten gab, wurde Team New Zealand später klar geschlagen.
Eine Auflistung der Teilnehmer findet sich im Artikel America’s Cup.

## Rückzug des Sponsors 2007
Am 13. Juli 2007 gab das Unternehmen Louis Vuitton in Bezug auf den Cup die Beendigung seiner fast 25-jährigen Sponsoring-Aktivitäten bekannt. Als Grund wurde die zunehmende Kommerzialisierung der Regatta unter der Führung von Team Alinghi genannt. Dies sei nicht mehr mit dem Image und den Werten des Unternehmens vereinbar. Louis Vuitton ließ gleichzeitig verlauten, dass man die Entwicklung des America’s Cups verfolgen werde und eine Rückkehr als Sponsor nicht ausgeschlossen sei.

## Louis Vuitton Pacific Series
Im Januar 2009 fand auf Initiative von Louis Vuitton und vor dem Hintergrund gerichtlicher Auseinandersetzungen um den 33. America’s Cup die Louis Vuitton Pacific Series als „Rückkehr zum Rennsport im Geiste der Freundschaft“ in Auckland statt, bei der zehn America’s Cup Teams teilnahmen und Team New Zealand als Sieger hervorging.

## Louis Vuitton Trophy
Im September 2009 gab das Unternehmen Louis Vuitton bekannt, im Anschluss an den Erfolg der Louis Vuitton Pacific Series zusammen mit der im Frühjahr 2009 gegründeten World Sailing Team Association WSTA Ende 2009 und Anfang 2010 unter dem Namen Louis Vuitton Trophy eine Reihe von Wettkampfregatten zu veranstalten, welche gebilligt von der ISAF und unabhängig vom America’s Cup stattfinden sollen.
Die erste Regatta in dieser Serie, die Louis Vuitton Trophy Nice Côte d’Azur, fand vom 7. bis 22. November 2009 in der Baie des Anges vor Nizza statt. Es nahmen daran Team Azzurra (Italien, Gewinner), Emirates Team New Zealand (Neuseeland, 2. Platz), Synergy Russia Sailing (Russland, 3. Platz), Team Origin (Großbritannien, 4. Platz), All4One (Deutschland/Frankreich mit Skipper Jochen Schümann, 5. Platz), BMW Oracle Racing (USA, 6. Platz), Artemis (Schweden, 7. Platz) und Team French Spirit Pages Jaunes (Frankreich, 8. Platz) teil.
Im März 2010 folgte die LV Trophy Auckland. Teilnehmer waren: Emirates Team New Zealand (Neuseeland, Gewinner), Mascalzone Latino (Italien, 2. Platz), Azzurra (Italien, 3. Platz), Team Artemis (Schweden, 4. Platz), Team Origin (Großbritannien, 5. Platz), All4One (Deutschland/Frankreich, 6. Platz), Aleph (Frankreich, 7. Platz), Team Synergy (Russland, 8. Platz). BMW Oracle hatte wegen Rechtsstreitigkeiten um den 33. America’s Cup nicht teilgenommen.
Im Mai/Juni wurde die LV Trophy La Maddalena vor Sardinien ausgetragen. Teilnehmer waren: Emirates Team New Zealand (Neuseeland, Gewinner), Team Synergy (Russland, 2. Platz), All4One (Deutschland/Frankreich, 3. Platz), Team Artemis (Schweden, 4. Platz), Mascalzone Latino Audi (Italien, 5. Platz), Azzurra (Italien, 6. Platz), Team Origin (Großbritannien, 7. Platz), Luna Rossa (Italien, 8. Platz), BMW Oracle Racing (USA, 9. Platz), Aleph (Frankreich, 10. Platz).
Im November 2010 fand die LV Trophy Dubai als letzte Louis Vuitton Trophy statt. Teilnehmer waren: Emirates Team New Zealand (Neuseeland, Gewinner), BWW Oracle (USA, 2. Platz), Mascalzone Latino Audi (Italien, 3. Platz), All4One (Deutschland/Frankreich, 4. Platz), Team Synergy (Russland, 5. Platz), Team Artemis (Schweden, 6. Platz).
Eine vor Newport, Rhode Island, geplante Regatta im Sommer 2010 wurde nicht durchgeführt, und im August 2010 wurde die für Januar 2011 in Hongkong angesetzte LV Trophy Hong Kong abgesagt, weil sich einige Teilnehmer bereits auf den 34. America’s Cup vorbereiteten.
Das Unternehmen Louis Vuitton ließ bis 2010 offen, ob es anlässlich des 34. America’s Cup, wieder als Sponsor für den 2007 zuletzt stattgefundenen Louis Vuitton Cup bereitstehen würde.

## Louis Vuitton Cup 2013
Im November 2010 kündigte Louis Vuitton an, beim 34. America’s Cup, welcher 2013 von BMW Oracle in San Francisco ausgerichtet wird, wieder als Sponsor des Louis Vuitton Cups zur Verfügung zu stehen. Termin und Schauplatz für den Louis Vuitton Cup wurden mit dem 13. Juli 2013 und der Bucht von San Francisco (Austragungsort des America’s Cup) festgelegt. Das Unternehmen wurde außerdem zum offiziellen Zeitnehmer bei den Wettkämpfen ernannt. Team Alinghi wird (ebenso wie das britische Team Origin, Sailing Team Germany und das italienische Team Luna Rossa) am America’s Cup aufgrund der vom Ausrichter des Cups, BMW Oracle, festgesetzten Regatta-Bedingungen nicht teilnehmen.